# Peniamina Leavaise’eta
Aeau Peniamina Leavaise’eta, né en 1942 ou 1943 et mort début mai 2025, est un homme politique samoan.

## Biographie
Il naît dans ce qui est alors le territoire sous tutelle néo-zélandaise des Samoa occidentales et est scolarisé dans une école catholique. Il étudie la médecine à l'École de médecine des Fidji, dont il sort diplômé en chirurgie dentaire en 1968, puis l'orthodontie à l'université de Londres durant l'année universitaire 1973-1974, et devient chirurgien à l'hôpital national à Apia,. 
Il entre en politique au Parti pour la protection des droits de l'homme (PPDH) et est élu député du village de Falealupo à l'Assemblée législative des Samoa lors des élections législatives de 1985. Il est élu président de l'Assemblée pour la législature 1988-1991, et est battu dans sa circonscription aux élections de 1991. 
Pour les élections de 2001, il adhère au parti d'opposition Parti samoan pour le développement national (PSDN), et en conséquence le conseil du village de Falealupo le bannit du village. Il remporte malgré tout la circonscription, et entre à nouveau à l'Assemblée. Après la disparition du PSDN, il co-fonde en 2008 le parti d'opposition Tautua Samoa, et c'est avec cette étiquette qu'il est réélu en 2011 et en 2016. Il prend sa retraite de la vie politique en 2021, à l'âge de 78 ans,. Sa fille Leota Tima Leavai (en) remporte sa circonscription pour le PPDH aux élections de 2021, mais son élection est cassée pour cause de corruption électorale. Le PPDH choisit Tuitogamanaia Peni Junior Leavai, le fils de Peniamina Leavaise'eta, comme candidat pour l'élection partielle qui en résulte, mais il est déclaré inéligible par la Cour suprême en raison d'un investissement insuffisant dans les affaires du village, et le candidat d'opposition Fuiono Tenina Crichton (en) est déclaré élu sans adversaire.
Peniamina Leavaise’eta meurt en 2025 à l'âge de 82 ans.